# إلاسموثيريم

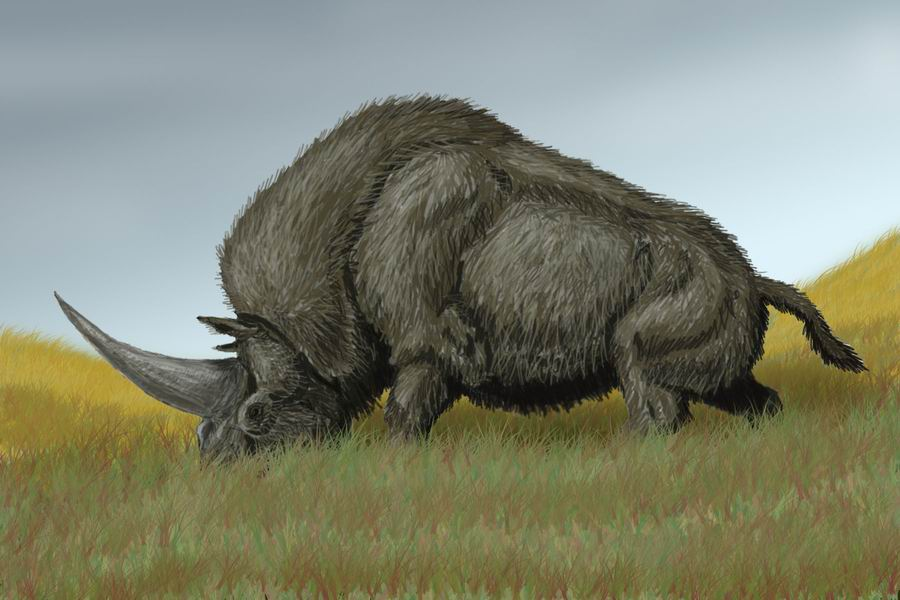
إعادة إنشاء E. sibiricum

الإلاسموثيريُم (Elasmotherium) هو جنس منقرض من الكركدن العملاق عاش في أوراسيا خلال مرحلة البياشنزي في عصر البليوسين من 2.6 مليون إلى 50 ألف سنة مضت، وربما إلى وقت لاحق حتى البليستوسين المتأخر، تم التعرف على ثلاثة أنواع منه أشهرها هو E. sibiricum الذي كان في حجم الماموث، وكان يحمل قرناً كبيراً وسميكاً على جبهته. ومن المُحتَمل أنَّ هذا القرن أدى وظائفَ عديدة، منها الحمايةُ من الأعداء، والتقاتلُ مع ذكور الإلاسموثيريوم الآخرين، إمَّا للتنافسُ على أنثى للتزاوج أو للدّفاع عن منطقة الذكر، وقد يكونُ استخدم كذلك في الحفر بالتّراب وإزاحة الثلوج بحثاً عن النباتات المدفونةِ تحتها. كانت أرجل الإلاسموثيرويُوم أطول بدرجةٍ مُعتبرة من باقي أنواع وحيد القرن المعروفة، ولعلَّها استُعملت للعدو السَّريع بأُسلوبٍ يُشبه أرجل الأحصنة عندما تعدو.

## مراجع

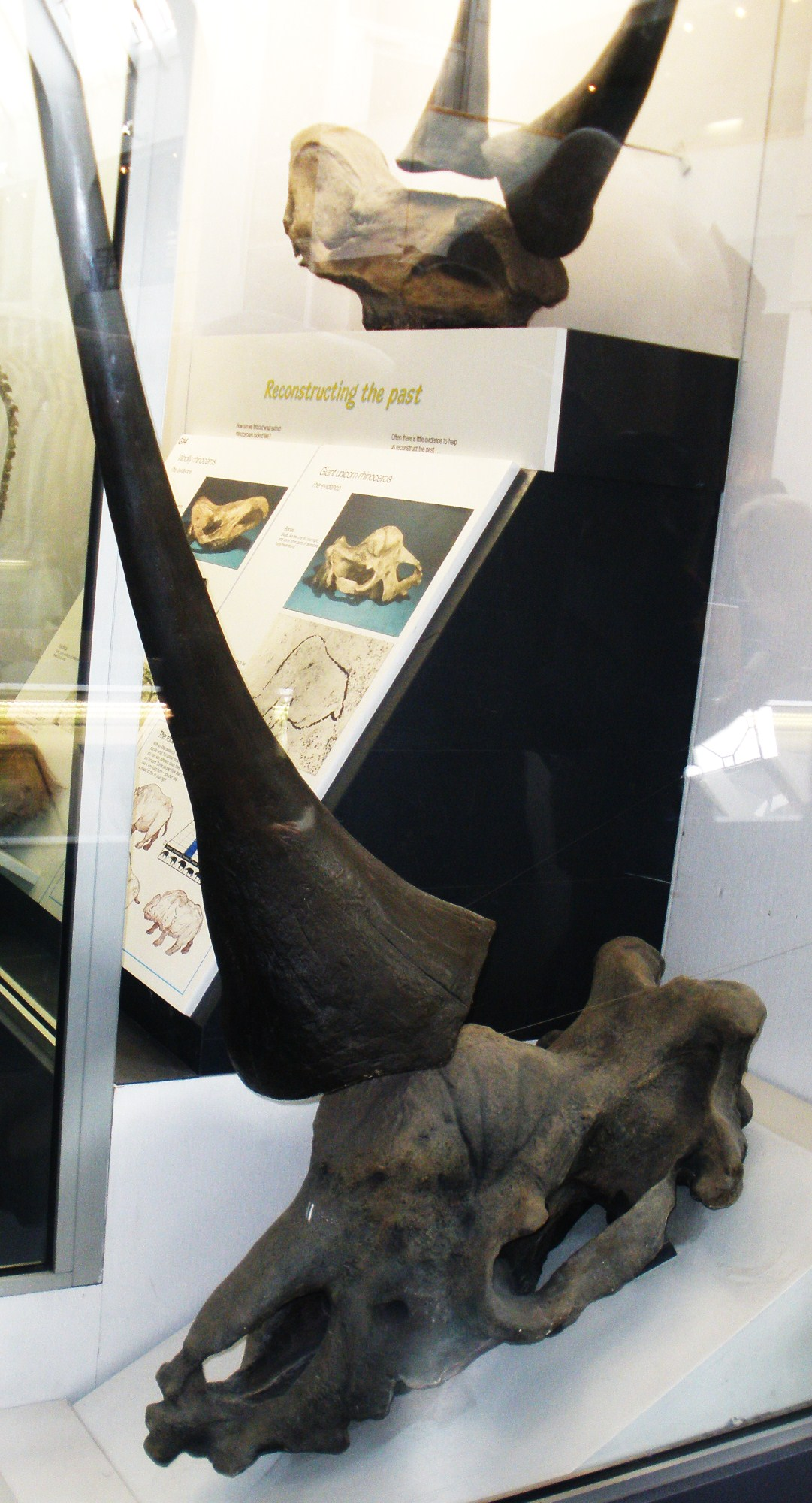
جمجمة وقرن مرمم

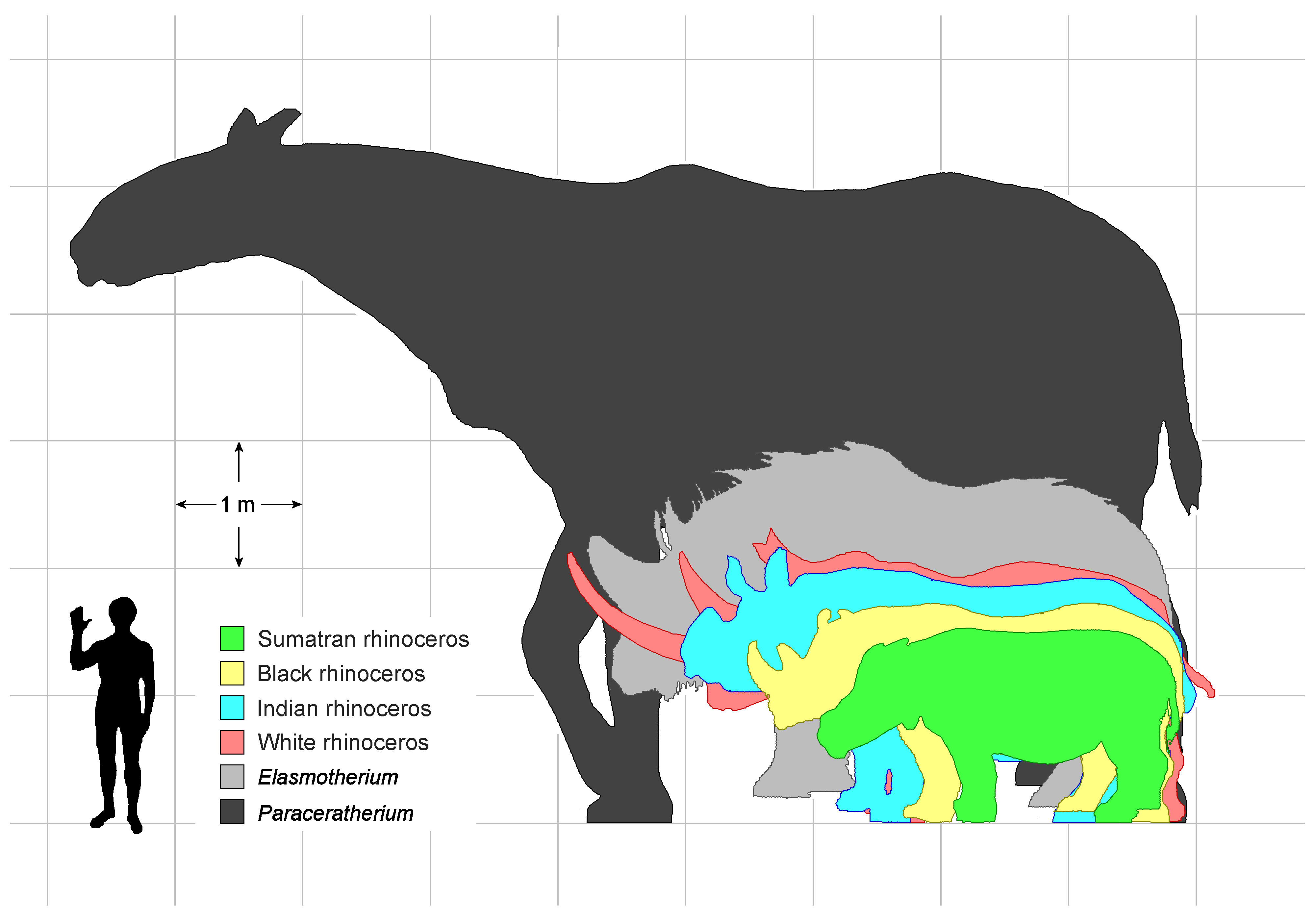
الإلاسموثيريم (رمادي فاتح) في مقارنة الحجم مع الكركدنيات الأخرى والإنسان

## وصلات خارجية

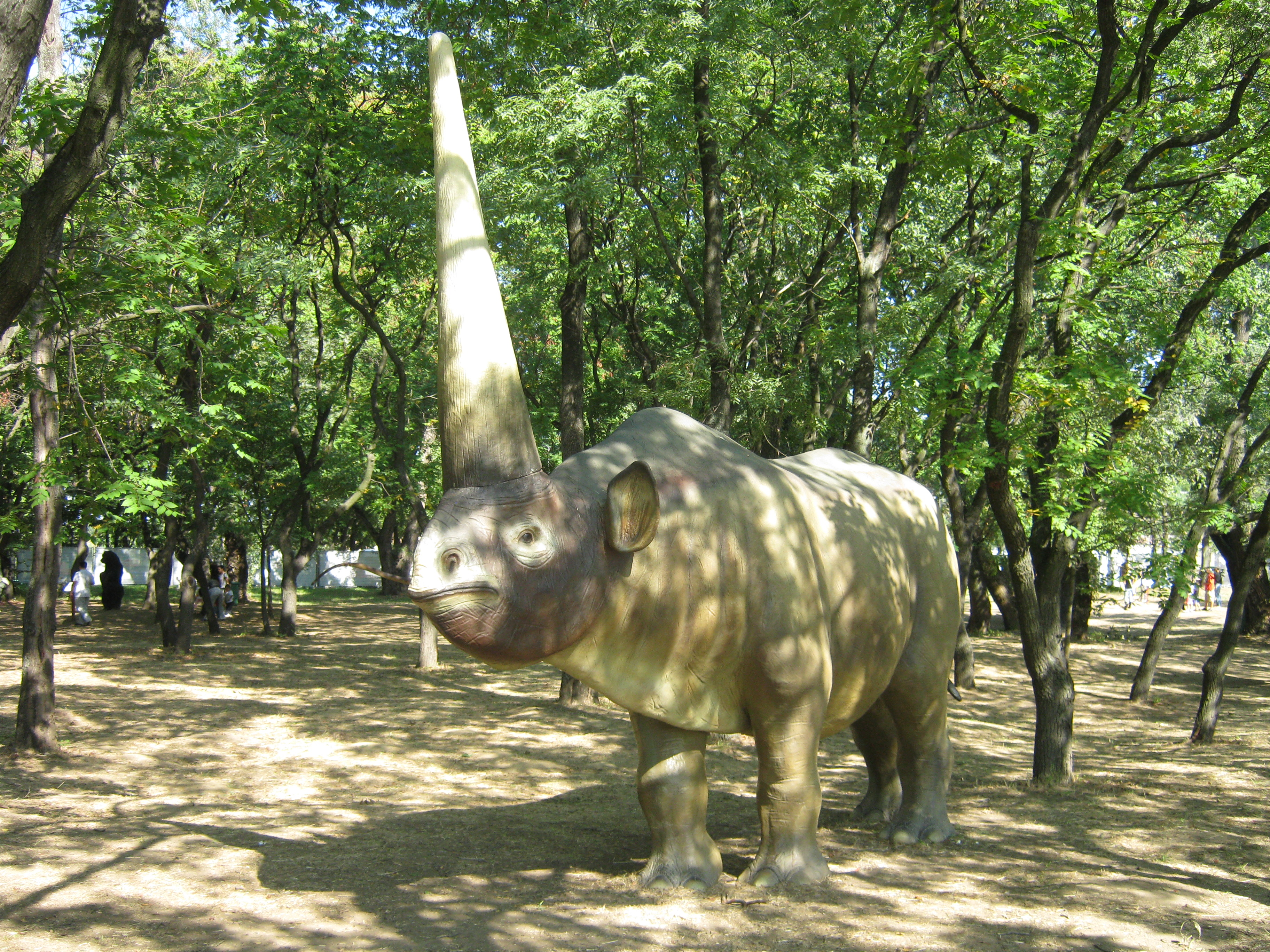
تمثال

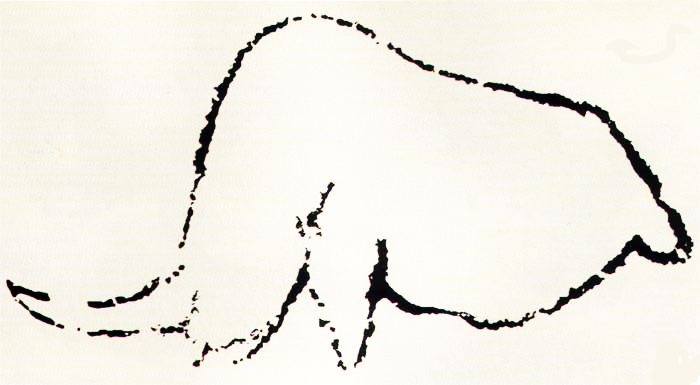
رسم من العصر الحجري القديم في كهف Rouffignac بفرنسا للإلاسموثيريم

- Parker، Jeannie Thomas (2009). "13. The Real Unicorn Elasmotherium". Chinese Unicorn: all about the Zhi. WordPress. مؤرشف من الأصل في 2019-05-20. اطلع عليه بتاريخ 2013-08-30.
- Piper، Ross (2010). "Elasmotherium and the case of the massive horn". Scrubmuncher's Blog. Nature Blog Network. مؤرشف من الأصل في 2016-10-19. اطلع عليه بتاريخ 2013-08-30.
- Strauss، Bob. "Elasmotherium - About.com Prehistoric Mammals". Dinosaurs at About.com. About.com. مؤرشف من الأصل في 2016-11-11. اطلع عليه بتاريخ 2013-08-30.